# Ахмед (султан Іфату)
Ахмед ібн Алі (*араб. أحمد بن علي; д/н — після 1355) — 16-й султан Іфат у 1346—1354 роках.

## Життєпис
Походив з династії Валашма. Син султана Алі. Після поразки батька у повстанні проти негуса Неваї Крестоса близько 1346 року був повставлений на трон Іфату.
Тривалйи час зберігав вірність ефіопському негусу, проте близько 1354 року запідорено у змові або дійсно повстав. В резульатті був повалений та замінений на троні батьком. Разом з синами втік з держави. Подальша доля невідома.